# Göte Plahn
Knut Göte Sixten Plahn, född 16 mars 1913 i Ängelholm, död 19 november 1999 i Klippan, var en svensk musiker, målare och tecknare. 
Han var son till konduktören Axel Ekelund Plan och Hilma Teresia Jansson och från 1940 gift med Sonja Gulli Johansson. Plahn var som konstnär autodidakt och bedrev självstudier under resor till Norge, Jylland, Tyskland, Frankrike och Nederländerna. Han medverkade i Helsingborgs konstförenings utställningar på Vikingsberg och i Kullakonst i Höganäs samt med Ängelholms konstförening. Bland hans offentliga arbeten märks en utsmyckning för Eksjö lasarett och Svenska Handelsbanken. Hans konst består av nonfigurativa kompositioner, stilleben och landskap i olja eller pastell samt teckningar utförda med kol eller krita. Vid sidan av sitt eget skapande var han även verksam som lärare i målning. Plahn är representerad i ett flertal kommuner och landsting.